# Epixanthis novempunctata
Epixanthis novempunctata är en skalbaggsart som beskrevs av Hippolyte Louis Gory och Achille Rémy Percheron 1835. Epixanthis novempunctata ingår i släktet Epixanthis och familjen Cetoniidae. Inga underarter finns listade i Catalogue of Life.